# Canton de Montluçon-Nord-Est
Le canton de Montluçon-Nord-Est est une ancienne division administrative française située dans le département de l'Allier et la région Auvergne.
Le nom officiel du canton est Montluçon-Nord-Est (1er Canton), souvent abrégé, soit en canton de Montluçon-Nord-Est, soit en canton de Montluçon-1 (ne pas confondre avec le canton actuel).

## Géographie
Le périmètre du canton de Montluçon-Nord-Est est délimité par :
- les communes de Saint-Victor et Vaux ;
- « la portion de territoire de la ville de Montluçon formée au Nord de la limite formée par la voie ferrée Montluçon—Saint-Sulpice—Laurière entre la limite de la commune de Domérat et l'avenue Jean-Nègre, par l'avenue Jean-Nègre (comprise) de cette voie ferrée à la rue Miscailloux, par la rue Miscailloux (non comprise), les rues de Verneuil, de la Septrie et de la Boisselée étant comprises, par la rue Raquin (non comprise), par la voie ferrée Montluçon—Châteauroux, par l'avenue de la République (non comprise), sur le Cher ».

## Histoire
Le canton a été créé par un décret du 15 janvier 1982. Il est issu de la scission de l'ancien canton de Montluçon-Nord, créé par un décret du 23 juillet 1973.
Il a été supprimé à la suite du redécoupage des cantons de 2014. Les communes de Saint-Victor et Vaux ont rejoint le canton de Montluçon-1 et le périmètre des cantons dans Montluçon est modifié.

## Représentation
| Période | Période          | Identité        | Étiquette | Qualité |
| ------- | ---------------- | --------------- | --------- | --- |
| 1982    | 1988 (démission) | Pierre Goldberg | PCF       | Employé des PTT Maire de Montluçon (1977-1998) Député (1978-1981, 1988-1993 et 1997-2007) Ancien conseiller général du Canton de Montluçon-Ouest (1973-1979) |
| 1988    | 2001             | Nicole Picandet | PCF       | Couturière Adjointe au Maire de Montluçon Ancienne conseillère générale du Canton de Montluçon-Ouest (1979-1985) Suppléante de Pierre Goldberg (1997-2002)   |
| 2001    | 2015             | Bernard Dillard | URB-DVD   | Infirmier Maire de Saint-Victor (2000-2014) |

## Composition
Le canton de Montluçon-Nord-Est (1er Canton) se composait d’une fraction de la commune de Montluçon et de deux autres communes. Il comptait 11 228 habitants (population municipale) au 1er janvier 2012.
| Nom                   | Code Insee | Intercommunalité        | Population (dernière pop. légale)              |
| --------------------- | ---------- | ----------------------- | ---------------------------------------------- |
| Montluçon (chef-lieu) | 03185      | CA Montluçon Communauté | Fraction : 8 085(2012) Commune : 37 289 (2014) |
| Saint-Victor          | 03262      | CA Montluçon Communauté | 2 107 (2014)                                   |
| Vaux                  | 03301      | CC du Val de Cher       | 1 060 (2014)                                   |

## Démographie
| 1982 | 1990   | 1999   | 2006   | 2011   | 2012   |
| ---- | ------ | ------ | ------ | ------ | ------ |
| -    | 11 860 | 11 255 | 10 795 | 11 056 | 11 228 |